# Нурджан Тайлан
Нурджан Тайлан (тур. Nurcan Taylan; нар. 29 жовтня 1983, Анкара, Туреччина) — турецька важкоатлетка, чемпіонка світу та Олімпійських ігор у найлегшій ваговій категорії (до 48 кг). Випускниця Університету Газі.

## Життєпис
У 2002 і 2003 роках ставала чемпіонкою Європи серед юніорів, 2004 року в Києві виграла чемпіонат Європи серед дорослих (вагова категорія до 53 кг). Того ж року в складі команди Туреччини на Олімпіаді в Афінах виграла золоту медаль у категорії до 48 кг зі світовими рекордами у ривку (97,5 кг) та в сумі двоборства (210 кг, повторення власного результату).
Після того, як Нурджан Тайлан виступила на захист головного тренера національної збірної Мехмета Юстюндага, звинуваченого іншими турецькими важкоатлетками в побоях, сексуальних домаганнях і примушенні їх до вживання допінгу, Федерація важкої атлетики Туреччини на два роки відсторонила Тайлан від виступів.
Після відновлення спортивної кар'єри Нурджан Тайлан демонструвала нестабільні результати. Так на чемпіонаті світу 2007 року вона не змогла підняти заявлену вагу в поштовху, а на Олімпійських іграх в Пекіні не зробила жодної успішної спроби в ривку. При цьому протягом 2008—2011 років вона чотири рази ставала чемпіонкою Європи, а 2010 року виграла чемпіонат світу в Анталії. Восени 2011 року під час позазмагальної перевірки Нурджан Тайлан викрито в застосуванні допінгу і дискваліфіковано Міжнародною федерацією важкої атлетики на 4 роки.